# Nemesis the Warlock (jeu vidéo)
Pour la bande dessinée dont ce jeu vidéo s'inspire, voir Nemesis the Warlock.
Nemesis the Warlock est un jeu d'action-plates-formes en deux dimensions développé par Martech Games et édité par Creative Reality sur ZX Spectrum, Commodore 64 et Amstrad CPC en 1987. C'est une adaptation du comics Nemesis the Warlock,.

## Système de jeu
Nemesis the Warlock est un jeu d'action-plates-formes en deux dimensions.